# 张清 (香港演员)
張清（英文：Cheung Ching，1935年10月7日—2005年5月21日），本名張堃揚，祖籍廣東南海，香港粵語片、電視劇及舞台劇演員和前麗的電視監製及公關主任，後來移民美國。

## 生平
1935年10月9日生於香港，張清1955年畢業於仿林中學，之後在廣大書院（現時已結束辦學）進修，除了進修之外，亦非常熱心地參與社會公益活動，例如參加聖約翰救傷隊及醫療輔助隊，更得到伊利沙伯二世所頒發的長期服務獎狀。
張清自幼開始已經醉心演藝，於中學時期已經經常演戲，中學畢業後加入國際電懋影業公司成為合約演員，先後拍攝過五十餘部國語片及粵語片，因電影＂親情深似海＂中精湛的演技獲選為最佳男演員。1959年商業電台成立之後，他即受聘為全職導演及監製，亦親自參演廣播劇，期間製作過不少言情倫理劇集，以及資料性節目，深受廣大聽眾歡迎。後來麗的電視成立中文台時，跟隨國際電懋影業公司監製兼導演鍾啟文過檔麗的電視，他即時受聘為編導、監製、節目總監、以及宣傳部經理，至於張清親自監製的長篇劇集、綜藝節目、都成績斐然，膾炙人口。其後佢近設立演員訓練，培育出不少電視新人，張清更加親自見證了香港電視有黑白進展到彩色的世紀。但去到後來因為鍾景輝加入麗的電視，所以後來亦離開麗的1961年，他與話劇界多位名宿合組香港業餘話劇社，親自擔任導演及演員，陳上演舞台名劇17齣，並在麗的呼聲電視節目中演出大小名劇達77齣。

## 個人生活
同一年，他與伍宛鈺（又名慧茵）結婚，先後育有兩名兒子：廣明、廣暉及兩名女兒，翠珊、翠玲。多年來雖工作繁忙，卻常藉週末假期陪伴妻兒們出外遊玩，享受天倫之樂，故被友儕美稱為＂好好夫妻＂。如今兒女俱已成長立業。1976年，當時他為兒女的前途，放棄在香港如日中天的事業，舉家移民美國，寓居洛杉磯，旋轉業從商，包括酒樓業，地產業。移民初期，張清是一間酒樓的小股東，管理酒樓業務，之後晉升為酒樓經理，自然有點不太習慣，不過，當適應下來後，他們亦喜歡這種有規律和可以多享受家庭快樂的日子。
他們在美國的生活還包括有在教會做事奉的工作。慧茵姐早於1954年已經洗禮成為基督徒。。